# سیرا بوگس
سیرا بوگس (انگلیسی: Sierra Boggess؛ زادهٔ ۲۰ مهٔ ۱۹۸۲) بازیگر، خواننده، و بازیگر تئاتر اهل ایالات متحده آمریکا است. وی از سال ۲۰۰۵ میلادی تاکنون مشغول فعالیت بوده‌است.